# Rodríguez (Costa Rica)
Rodríguez è un distretto della Costa Rica facente parte del cantone di Valverde Vega, nella provincia di Alajuela.